# Hòn Nẹ
Hòn Nẹ là tên chỉ hòn đảo nhỏ nằm ngoài khơi vịnh Bắc Bộ, Biển Đông. Đảo Nẹ nằm thuộc hải phận tỉnh Thanh Hóa, nó nằm cách đất liền huyện Hậu Lộc khoảng 6 km về phía Đông, cách bờ biển Hoằng Hoá khoảng 5 km về phía Đông Bắc và cách bờ biển Nga Sơn khoảng 6 km về phía Nam. Hòn Nẹ nằm ở tọa độ 19°54'46" độ Vĩ bắc và 106°00'32" độ Kinh đông.
Đảo có đồn trú của một đơn vị bộ đội biên phòng của quân đội nhân dân Việt Nam.
Hòn Nẹ có đền thờ Long Vương. Hàng năm vào ngày 15 tháng 5 âm lịch là ngày "Trời đất giao hoà" dân chài ven biển Nga sơn, hậu Lộc, Hoằng Hóa lại tổ chức các đoàn thuyền rồng ra đảo làm lễ hội cầu mưa thuận gió hoà, sóng yên biển lặng.
Cũng tại Hòn Nẹ, vào tháng 7 năm 1964, các chiến sĩ Hải quân nhân dân Việt Nam đã chọn Nẹ làm nơi phục kích để đánh đuổi sự khiêu khích và vi phạm chủ quyền của tàu khu trục Maddox trong cái gọi là "sự kiện vịnh Bắc Bộ"

## Truyền thuyết
Hòn đảo này hiện đang được bộ đội biên phòng tỉnh Thanh Hóa quản lý. Hòn đảo Nẹ này còn gắn liền với 1 tích về tình mẫu tử và trong tích đó thì còn gắn liền với cả hai ngọn núi của huyện Hậu Lộc.
Đứng trên bờ biển từ đất liền thuộc hai huyện Nga Sơn, Hậu Lộc (Thanh Hóa) và Kim Sơn (Ninh Bình) nhìn rất rõ Hòn Nẹ, những chiều biển động, ta có thể nhìn rất rõ từng con sóng biển xô vào bọt tung lên trắng xóa.
Trong bài thơ Mẹ Tơm của Tố Hữu cũng có đoạn nhắc đến Hòn Nẹ
"Hòn Nẹ ta ơi mảng về chưa đó?
Có nhiều không con nục, con thu?"
Sấm trạng Trình Nguyễn Bỉnh Khiêm:
"Khi nào núi Nẹ nằm đồng,
Trâu ăn bãi cỏ thì ông lại về"